# RKK番組批評
『RKK番組批評』（アールケーケーばんぐみひひょう）は、熊本放送で放送されている自己批評番組である。テレビとラジオの両媒体で放送されており、ラジオでもテレビと同じ内容が音声で放送される。テレビでは字幕放送を実施している。

## 番組内容
まず、RKKのテレビ・ラジオの自社制作番組を対象に毎月開かれる「放送番組審議会」の報告がある。審議会の模様のVTRとともに冒頭の社長挨拶や審議会委員からの番組に対する意見・要望、それに対するRKKの担当者のコメントがナレーション付きで紹介され、合間には審議番組の映像の一部分やラジオ番組のスタジオの様子が映し出される（ラジオでは音声のみ）。
番組の後半では「私の番組批評」のコーナーを実施する。同コーナーでは、熊本県内在住者によく見るRKKのテレビ番組、よく聴くRKKのラジオ番組をいくつか挙げてもらい、視聴者・聴取者の代表として番組の感想を述べてもらうほか、今後RKKに制作してほしい番組など意見や要望を聞く。
番組の冒頭には、自社主催のイベントの告知がある。

## 放送時間
- テレビ：毎月最終日曜 6:30 - 6:45
- ラジオ：毎月最終土曜 7:15 - 7:30

## 出演者
- RKKのアナウンサーが案内役を務める。